# Бобрик-Бутик
Бобрик-Бутик (Бобрик) — колишній хутір у Білокуровицькій волості Овруцького і Коростенського повітів Волинської губернії та Червоновільській сільській раді Олевського, Городницького, Ємільчинського і Новоград-Волинського районів Коростенської й Волинської округ, Київської та Житомирської областей.

## Населення
Станом на 1923 рік в поселенні налічувалося 23 двори та 150 мешканців.

## Історія
До 1921 року — хутір Білокуровицької волості Овруцького повіту Волинської губернії. У березні 1921 року, в складі волості, увійшов до новоствореного Коростенського повіту Волинської губернії.
У 1923 році увійшов до складу новоствореної Червоновільської сільської ради, котра, від 7 березня 1923 року, стала частиною новоутвореного Олевського району Коростенської округи. 25 січня 1926 року, в складі сільської ради, переданий до Городницького району Коростенської округи. 28 листопада 1957 року, разом із сільською радою, включений до Ємільчинського району, 23 травня 1960 року — до складу Новоград-Волинського району Житомирської області.
Знятий з обліку до 1 березня 1961 року.